# 艾力·韋塔克
艾力·愛德華·韋塔克（Eric Edward Whitacre，1970年1月2日—）是當代美國作曲家、指揮家及合唱指揮，2012年格林美獎得主，以撰寫合唱曲目、管樂及管絃樂而著名。他不少的合唱作品都被世界各地的青年合唱團所演唱，同時由他所創立的「虛擬合唱團 （页面存档备份，存于）」（Virtual Choir）亦是他的得意之作，先後已舉辦過六次，最近一次為2020年5月，吸引了129個國家、超過17,500名參加者共同錄制他的新作品《輕唱》（Sing Gently）。2016年起擔任洛杉磯大師合唱團首位駐團藝術家。
2016年，韋塔克首次到訪香港，與香港節慶管弦樂團及合唱團舉行了兩場音樂會，是他首度出訪大中華地區演出。

## 簡歷
韋塔克出生於美國內華達州雷諾，小時候已學習鋼琴，後來亦有演奏合成器，曾經希望成為一位搖滾樂手，在音樂理論和知識十分薄弱的背景下，18歲時進入內華達大學拉斯維加斯分校修讀音樂學士課程，主修音樂創作。師隨烏克蘭作曲家韋爾高·巴里（Virko Baley），也跟隨大衛·懷爾勒（David Weiller）學習合唱指揮。韋塔克對懷爾勒有很深的印象，覺得他是一位不斷給予機會予年輕作曲家的樂者 ，大學二年級時（1990年），韋塔克修讀了懷爾勒的「進階合唱」課程，得知懷爾勒有個傳統，就是每年都會將歌曲「去吧，可愛的玫瑰」（Go, Lovely Rose）以不同的形式改編給他的合唱團演唱，韋塔克便為此譜了他的第一首作品，並題獻了給懷爾勒。韋塔克總共於內華達大學拉斯維加斯分校修讀了七年，1995年順利完成學士學位後，轉至茱莉亞學院繼續進修作曲，師承柯利吉亞諾和大衛·戴蒙德，並於1997年順利獲得音樂碩士榮譽。在茱莉亞學院時，韋塔克認識了後來的第一任妻子普利特曼（Hila Plitmann）以及兩位摯友：作曲家史提芬·拜仁及喬納森·紐曼 （页面存档备份，存于）。茱莉亞學院畢業後，韋塔克定居於洛杉矶，正式當一位全職作曲家。

## 部份主要作品
- 《男孩與女孩》 A Boy and a Girl，選用了奧克塔維奧·帕斯的作品
- 《動物夾子》第1及2冊 Animal Crackers Vol. I and II，選用了美國近代詩人奥格登·拿殊（英语：Ogden Nash）的作品
- 《豪雨》 Cloudburst，求學時期作品，由內華達大學拉斯維加斯分校教授喬伊斯琳·贊臣博士所委約，為她的高中合唱團創作。採用帕斯的詩，但卻保留使用西班牙語演唱，並加入了手鈴、雷鳴器、拍手、彈指和其他的敲擊樂器去營造狂風暴雨的意景。
- 《深空》 Deep Field，「虛擬合唱團」第五套作品，以哈勃太空望遠鏡所拍攝深空天體的影像（包括哈勃深空、哈勃超深空和哈勃極深空等）誘發靈感，最終成為了一首約近30分鐘的管絃樂作品。現場演奏都了最後部份，除會加入了合唱團哼唱外，亦會要求觀眾開啟預先下載好的相關流動應用程式，混雜於樂隊及合唱團的聲音中。
- 《馳》 Equus，受指揮家加里·格蘭（英语：Gary Green）的邀約，為他的邁阿密大學管樂合奏團創作的作品，採用了簡約音樂的創作手法表達野馬奔馳的模樣，前後經歷三年才完成。2011年改編為管絃樂團版本，2014年再加入無歌詞的合唱部份。
- 《五首希伯來情歌》 Five Hebrew Love Songs，在茱莉亞學院時期受小提琴家費里德曼·艾克漢（英语：Friedemann Eichhorn）的委約創作，由他當時的女朋友普利特曼（即後來第一任妻子）填詞。原本是寫給女高音獨唱、小提琴及鋼琴，2001年先後受邁阿密大學及以色列艾佛利青年合唱團（Efroni Choir ）邀請請將其改編為合唱版本，最終韋塔克共完成了五個不同的改編版本。歌詞選用希伯來文來演唱。
- 《哥斯拉大戰拉斯維加斯》 Godzilla Eats Las Vegas!，韋塔克於內華達大學拉斯維加斯分校畢業前的作品，受大學內的管樂團指揮湯馬士·萊斯里 （页面存档备份，存于）的啟發，以開玩笑的方式，借用了哥斯拉大鬧拉斯維加斯的故事去表達他在內華達大學拉斯維加斯分校七年的讀書時光。
- 《達文西夢想的飛行器》Leonardo Dreams of His Flying Machine，2001年為美國其中一個合唱組織Raymond C. Brock Commission的年度會議中應邀創作[9]。韋塔克視本作品為一首小型的歌劇。
- 《金色之光》 Lux Aurumque，選用和作曲家同齡的詩人愛德華·艾殊（Edward Esch）的作品（有意見認為艾殊其實是韋塔克本人，但他一直都沒有回應），並由韋塔克的長期歌詞拍檔查爾斯•修韋斯迪（Charles Anthony Silvestri）翻譯為拉丁文，其中一首較多人認識的韋塔克作品，「虛擬合唱團」第一套作品。

- 《新光》 Lux Nova，將《金色之光》的中段重新創作，使用了音樂劇《迷失樂園》中《Bliss》的一段套入曲內。

- 《十月》 October，為內布拉斯加州的高校管樂合奏團所寫的作品

- 《哈利路亞》 Alleluia，《十月》的合唱版本

- 《金色之夜》 Nox Aurumque，是創作《金色之光》後的同系列作品，歌詞部份直接由修韋斯迪所撰寫。
- 《迷失樂園》 Paradise Lost，現時韋塔克唯一的音樂劇，內容同樣取自艾殊的小說作品，但由韋塔克及導演大衛·諾羅納（英语：David Norona）負責歌詞及劇本，其中滲入了不少日本動漫和漫畫的元素。

- 《飛往樂園》 Fly to Paradise，被用作「虛擬合唱團」第四套作品。
- 《如果》 What If，《迷失樂園》中的其中一個原來的五重唱，「虛擬合唱團」特別創作，於蘇格蘭格拉斯哥的2014年英聯邦運動會的開幕禮中首播，是次虛擬合唱團的成員全以青少年擔任。

- 《輕唱》 Sing Gently，2020年創作，為「虛擬合唱團」第六套作品。
- 《眠》 Sleep，另一首韋塔克的代表作，「虛擬合唱團」第二套作品，為奧斯汀雅樂合唱團（Austin ProChorus）所寫的委約作品。歌詞本來選用了羅伯特·佛洛斯特的《雪晚林邊歇馬》（Stopping By Woods on a Snowy Evening），但韋塔克打算向他所屬的出版社申請使用許可時，卻被出版社以「未過專利期為由」而拒絕，韋塔克於是請修韋斯迪協助，利用原詩的音節重新配上歌詞，最終順利出版。2019年，韋塔克在個人網站中透露《雪晚林邊歇馬》已被釋出為公有領域，但他仍未有打算重新出版《眠》的首稿—雖然他一直都保留着這個歌詞版本的手稿。
- 《康河》 The River Cam，大提琴與絃樂隊的協奏曲，是現時韋塔克的唯一協奏曲作品，為朱利安·勞埃德·韋伯60歲生辰的委約作品。靈感源於韋塔克2010年時前往劍橋大學悉尼·薩塞克斯學院擔任訪問學人，每次步行都會經過康河，河裏的聲音讓他慢慢地組織起一些細小的樂句，後來藉朱利安·勞埃德·韋伯的策委約創作，便把這些樂句串成為這首作品。
- 《神聖面紗》 The Sacred Veil，共12首的合唱套曲，是韋塔克最近期的作品，採用了修韋斯迪及其太太的詩詞，以記念修韋斯迪的太太於2005年因卵巢癌去世，作品為洛杉磯大師合唱團（英语：Los Angeles Master Chorale）、澳大利亚蒙納殊大學演藝學院（MLIVE）及荷蘭廣播合唱團（Netherlands Radio Choir）共同委約。其中三首（《回家》(Home)、《你的被提·我的倒下》(You Rise, I Fall)和《孩童的奇觀》(Child of Wonder)）已獨立出版。
- 《海豹搖籃曲》 The Seal Lullaby，取材自魯德亞德·吉卜林的短篇小說集《叢林奇譚》中的《白海豹》開首的詩，本來應夢工場動畫公司的邀請，想為《白海豹》製作動畫，並藉史提芬·舒華茲（英语：Stephen Schwartz (composer)）的介紹，希望韋塔克創作主題曲，不過後來夢工場因改為製作《功夫熊貓》，原來的計劃不再執行，因而獨遺下這首簡短作品作獨立出版。
- 《失竊的孩子》 The Stolen Child，選用愛倫·坡的作品，為國王歌手合唱團成立四十周年及英國國家青年合唱團（英语：National Youth Choirs of Great Britain National Youth Choir）成立二十五周年的委約作品，題獻給於茱莉亞學院時讀書時的指導老師柯利吉亞諾。

- 《獨》 Alone，選用愛倫·坡的作品，可作《失竊的孩子》的前篇

- 《花歌三首》 Three Flower Songs，結合三首不同時期、以花為題裁的作品：

- 《自我逃避》 I Hide Myself，選用了埃米莉·狄更生的詩。
- 《你手中的百合花》 With A Lily In Your Hand，選自佛多里柯·賈西亞·羅卡的詩。
- 《去吧，可愛的玫瑰》 Go, Lovely Rose，題獻給內華達大學拉斯維加斯分校的合唱團指揮大衛·懷爾勒（David Weiller），採用了埃德蒙·和勒的詩。

- 《水夜》 Water Night，戴爾·華蘭特（英语：Dale Warland）及其戴爾·華蘭特合唱團（英语：Dale Warland Singers）的委約創作，並題獻給他的其中一位在內華達大學拉斯維加斯分校的的恩師：另一位合唱指揮導士布魯士·梅可博士（Bruce Mayhall），選用帕斯的詩，「虛擬合唱團」第三套作品。

## 外部連結
- 韋塔克官方網站 （页面存档备份，存于）
- 專訪艾力．韋塔克（Eric Whitacre），國際演藝評論家協會（英语：International Association of Theatre Critics）（香港分會）